# Adriano I
Adriano I (Roma, (¿?)-Roma, 25 de diciembre de 795) fue el papa 95.º de la Iglesia católica de 772 a 795.

## Historia
Diácono, hijo de Todulo, duque de Roma y cónsul imperial, fue elegido papa ocho días después de la muerte de su predecesor. 
Su pontificado, uno de los más largos de la historia, se inicia teniendo que hacer frente a la invasión del rey lombardo Desiderio, para lo cual pidió, como su antecesor Esteban II, ayuda al rey de los francos, el recién coronado Carlomagno.
Carlomagno, al frente de un poderoso ejército, entró en Italia en 773 y se dirigió a Roma donde, en abril de 774, reconoció las donaciones territoriales que su padre, Pipino el Breve, había realizado al papado. Previamente se había dirigido a Pavía, la capital lombarda, que es sitiada, y posteriormente tomada en junio de 774, lo que permite a Carlomagno enviar al exilio, de Corbie (Francia), a Desiderio y proclamarse rey de los lombardos.
Adriano escribió a los Obispos de España contra los errores de Félix de Urgel, que empezaban a cundir. 
En 786, envió una delegación a Inglaterra, para establecer y confirmar la Fe.
Durante su pontificado, Irene, madre del emperador Constantino VI convocó el Séptimo Concilio Ecuménico que se celebró en Nicea en 787 y que bajo la presidencia de los legados papales restableció el culto de las imágenes condenando la iconoclasia y excomulgando a sus seguidores con lo que se puso fin a la primera crisis iconoclasta iniciada por el emperador León III el Isaurio, en 726.
Falleció, después de más de veintitrés años de papado, el 25 de diciembre de 795, siendo enterrado en la Basílica de San Pedro.